# نیم‌کره شمالی

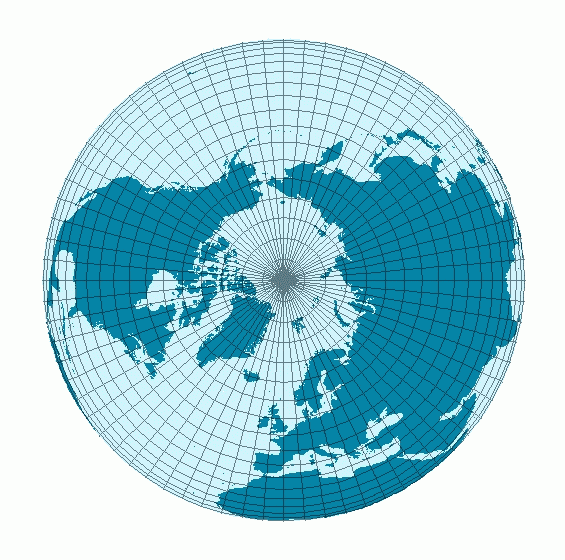
نمای بالایی از نیمکرهٔ شمالی زمین

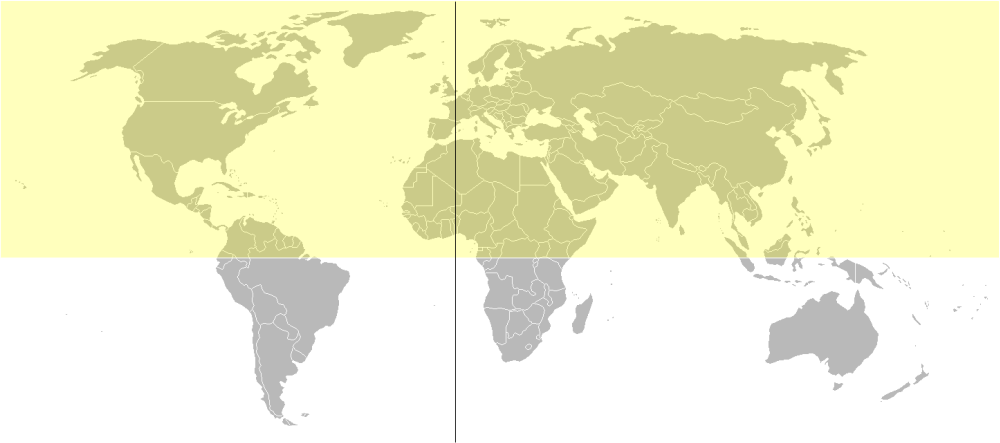
بخش زردرنگ نیم‌کرهٔ شمالی است.

نیم‌کرهٔ شمالی نیمی از سطح هر سیاره است که از استوای سیاره در طرف شمال قرار دارد. قطب شمال زمین در این نیمکره قرار دارد. سطح نیم‌کرهٔ شمالی زمین شامل ۶۰٫۷٪ آب و ۳۹٫۳٪ خشکی است. ۹۰٪ جمعیت کرهٔ زمین در نیم‌کرهٔ شمالی آن زندگی می‌کنند.
بیشتر خشکی‌های کره زمین در نیم‌کره شمالی قرار دارند. همهٔ پهنه یا بخشی از پهنهٔ بیشتر قاره‌ها به استثناء جنوبگان در نیمکرهٔ شمالی جای گرفته‌اند. 
تمام آمریکای شمالی، اروپا، بیشتر آسیا، حدود دوسوم آفریقا و حدود ۱۰ درصد از آمریکای جنوبی در نیم‌کره شمالی واقع شده‌اند. سه کشور پرجمعیت جهان، یعنی چین، هند و ایالات متحده نیز در این نیم‌کره قرار دارند.
بخشی از آفریقا و آمریکای جنوبی و کل اقیانوسیه (به جز کیربیاتی) در نیمکرهٔ جنوبی قرار گرفته‌است و جزایر اندونزی تنها قسمتی از قارهٔ آسیاست که در جنوب استوا واقع شده‌است.
نیم‌کره شمالی انواع اقلیم‌ها را در خود جای داده است؛ از مناطق سرد و یخی دایره شمالگان گرفته تا نواحی گرمسیری نزدیک به استوا. بیشتر شهرها و کشورهای پرجمعیت جهان نیز در این نیم‌کره واقع‌اند، و این باعث تنوع فرهنگی، زبانی و سنتی گسترده‌ای شده است.
این نیم‌کره چهار فصل سال را تجربه می‌کند: بهار، تابستان، پاییز و زمستان. فصل‌ها در نیم‌کره شمالی با نیم‌کره جنوبی مخالف‌اند. مثلاً وقتی در ایالات متحده یا اروپا تابستان است، در استرالیا یا آرژانتین زمستان است. بلندترین روز سال حدود ۲۱ ژوئن (انقلاب تابستانی) و کوتاه‌ترین روز سال حدود ۲۱ دسامبر (انقلاب زمستانی) است. در اعتدال‌های بهاری و پاییزی (حدود ۲۰ مارس و ۲۲ سپتامبر)، طول شب و روز تقریباً برابر است.
بیشتر رشته‌کوه‌های بزرگ جهان، مانند هیمالیا و راکی، در نیم‌کره شمالی قرار دارند.
اقیانوس منجمد شمالی که بیشتر سطح آن با یخ پوشیده شده، به‌طور کامل در نیم‌کره شمالی قرار دارد.
در دوران‌های یخبندان گذشته، یخچال‌های عظیمی بخش‌های بزرگی از نیم‌کره شمالی، به‌ویژه آمریکای شمالی و اروپا را پوشانده بودند.

## زمان و دما
از آغاز بهار تا آغاز تابستان چون میل خورشید زیاد می‌شود، دایرهٔ روشنایی دیگر مدارها را نصف نمی‌کند و در تمام نقاط نیمکرهٔ شمالی قوس روز از قوس شب بیشتر است.
در فصل بهار در نیمکرهٔ شمالی روزها بلند می‌شود و شب‌ها کوتاه می‌گردد و در نیمکرهٔ جنوبی وضع بر عکس است.
هرچه نقطه‌ای از استوا دورتر باشد اختلاف شب و روز آن بیشتر است. در استوا قوس شب و روز برابر است. در قطب شمال روز و در نیمکرهٔ جنوبی شب است.
در فصل تابستان وضع مانند بهار است اما در جهت وارونه. میل خورشید کم می‌شود و در نیمکرهٔ شمالی روزها به‌تدریج کوتاه و شب‌ها بلند می‌شود و در نیمکرهٔ جنوبی بر عکس شب‌ها رفته‌رفته کوتاه و روزها بلند می‌شود. در قطب شمال همواره روز است و در قطب جنوب همواره شب و در استوا وضع به یک منوال می‌باشد.
دمای هر مکان با عرض جغرافیایی آن مکان بستگی دارد یعنی هر اندازه از استوا دورتر شویم گرما کم‌تر خواهد شد. افزون‌بر این بلندی و کوتاهی روزها در این مسئله دخالت کامل دارد چنان‌که در اوایل تیر با این‌که آفتاب نسبت به نیمکرهٔ شمالی تقریباً عمودی‌تر می‌تابد، با این وجود در اوایل مرداد هوا گرم‌تر است. چرا که در این مدت همواره روزها بلندتر از شب‌هاست و گرمای روزها متراکم می‌شود.

## جغرافیا و اقلیم
بادهای بسامان بلافاصله بالای استوا از شرق به غرب می‌وزند. این بادها آب‌های سطحی را با خود می‌کشند و جریان‌هایی را ایجاد می‌کنند که به‌سبب اثر کوریولیس به‌سمت غرب روان می‌شوند. سپس این جریان‌ها به سمت راست منحرف شده و به‌سوی شمال می‌روند. در حدود عرض جغرافیایی ۳۰ درجهٔ شمالی، مجموعه‌ای دیگر از بادها به نام بادهای غربی، جریان‌ها را دوباره به‌سمت شرق می‌رانند و بدین ترتیب یک حلقهٔ بستهٔ ساعت‌گرد شکل می‌گیرد.
۶۰٫۷٪ از سطح آن را آب تشکیل می‌دهد، در حالی‌که این مقدار در نیم‌کره جنوبی ۸۰٫۹٪ است؛ همچنین این نیم‌کره دارای ۶۷٫۳٪ از خشکی‌های زمین است. قاره‌های آمریکای شمالی و بخش اصلی اوراسیا به‌طور کامل در نیم‌کره شمالی قرار دارند، به‌همراه حدود دوسوم آفریقا و بخشی کوچک از آمریکای جنوبی.
در طی ۲٫۵ میلیون سال گذشته از عصر پلیستوسن، فازهای سرمایشی متعددی به‌نام دوره یخبندان (عصر یخبندان کواترنری) در اروپا و آمریکای شمالی رخ داد که در فواصل تقریباً ۴۰٬۰۰۰ تا ۱۰۰٬۰۰۰ سال روی می‌داد. این دوره‌های یخبندان بلندمدت با دوره‌های گرم‌تر و کوتاه‌تر میان‌یخبندان به‌مدت حدود ۱۰٬۰۰۰ تا ۱۵٬۰۰۰ سال از هم جدا می‌شدند. آخرین اپیزود سرد از آخرین دوره یخبندان حدود ۱۰٬۰۰۰ سال پیش پایان یافت. زمین هم‌اکنون در یک دورهٔ میان‌یخبندان از کواترنری قرار دارد که هولوسن نامیده می‌شود. یخچال‌های طبیعی که در طی این دوره‌ها شکل گرفتند، بسیاری از نواحی نیم‌کره شمالی را پوشاندند.

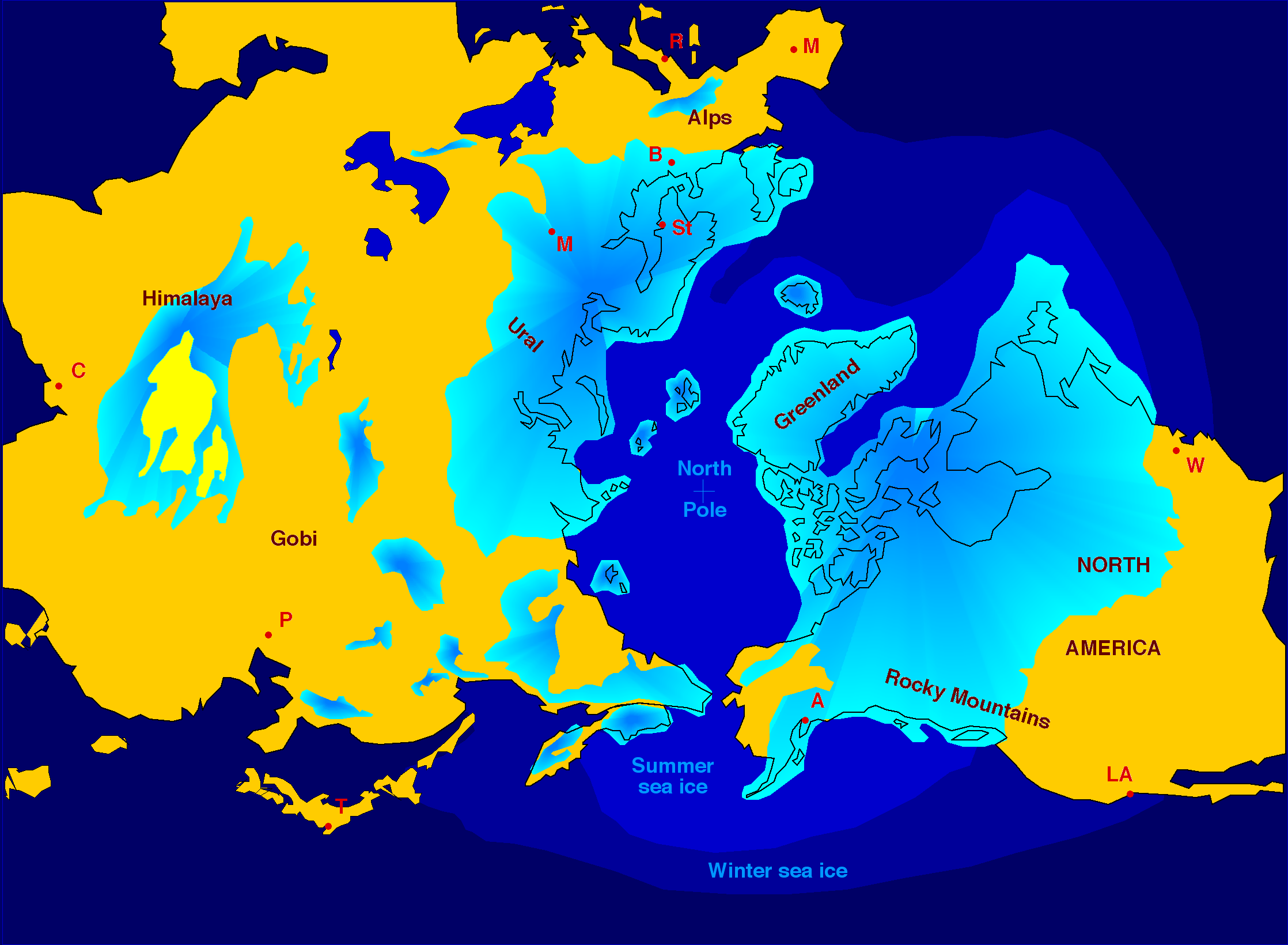
یخ‌پوشه‌های نیم‌کره شمالی در دوران‌های یخبندان گذشته. ضخامت ۳ تا ۴ کیلومتری یخ باعث کاهش سطح دریا تا حدود ۱۲۰ متر شد.

منطقه شمالگان پیرامون قطب شمال (۹۰ درجه عرض جغرافیایی) قرار دارد و اقلیم آن با زمستان‌های سرد و تابستان‌های خنک شناخته می‌شود. بارش عمدتاً به‌شکل برف است. نواحی واقع در دایره شمالگان (عرض جغرافیایی ۶۶°۳۴′) در تابستان روزهایی دارند که خورشید هرگز غروب نمی‌کند، و در زمستان روزهایی که خورشید هرگز طلوع نمی‌کند. مدت این پدیده‌ها از یک روز در لبهٔ دایره شمالگان تا چند ماه در نزدیکی قطب متفاوت است. میان دایره شمالگان و مدار رأس‌السرطان (۲۳°۲۶′ عرض جغرافیایی)، منطقه معتدل شمالی قرار دارد. تغییرات فصلی در این منطقه‌ها معمولاً ملایم‌اند، اما اقلیم معتدل می‌تواند آب‌وهوای بسیار ناپایداری داشته باشد.
مناطق گرمسیری (بین مدار رأس‌السرطان و استوا) معمولاً در تمام طول سال گرم‌اند و در ماه‌های تابستان فصل بارانی و در زمستان فصل خشک را تجربه می‌کنند.

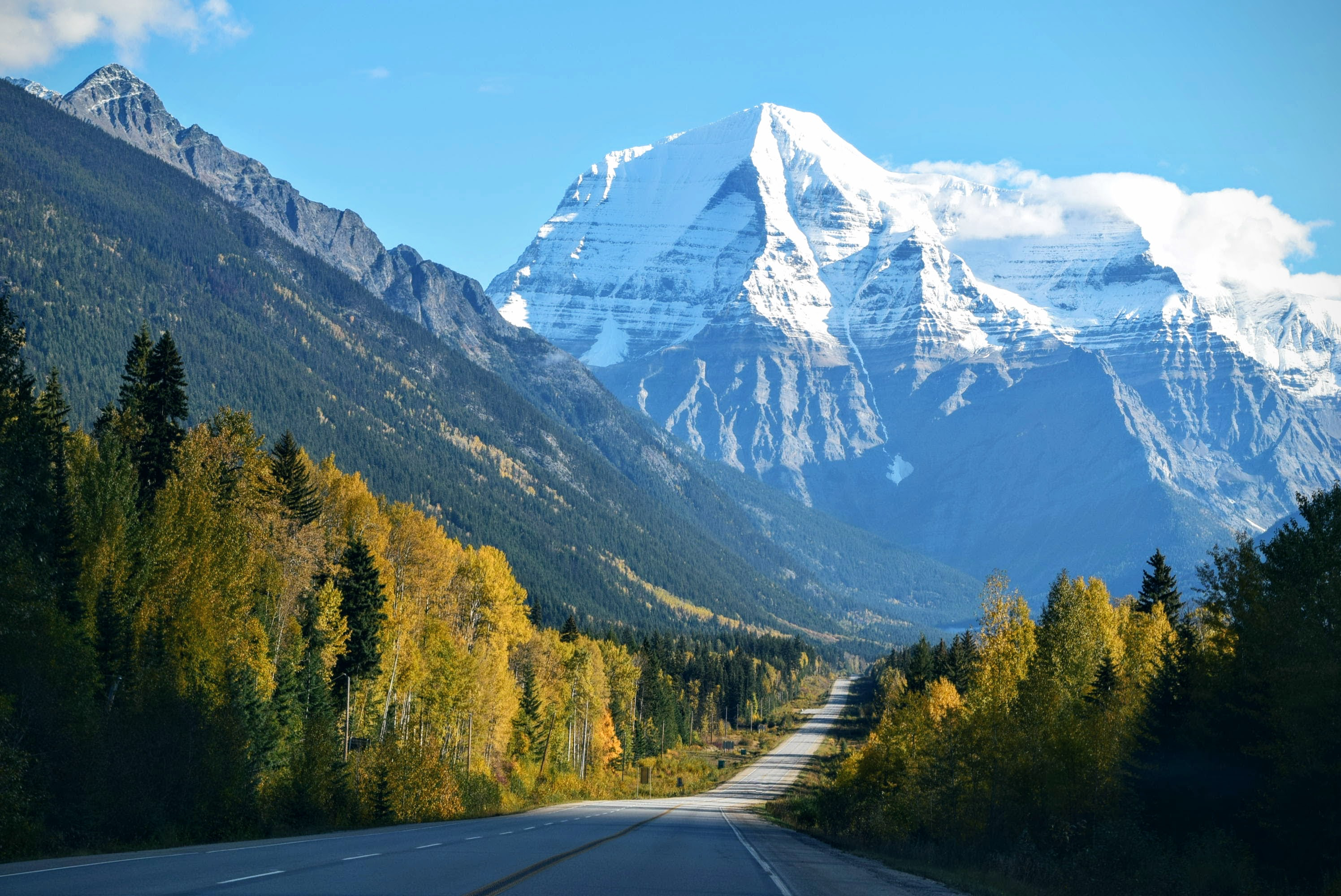
رشته‌کوه راکی کانادا در آمریکای شمالی

در نیم‌کره شمالی، اجسامی که در سطح یا بالای سطح زمین حرکت می‌کنند، به‌دلیل اثر کوریولیس گرایش دارند که به‌سمت راست منحرف شوند. در نتیجه، جریان‌های افقی بزرگ‌مقیاس هوا یا آب، تمایل دارند به‌صورت گردش ساعت‌گرد درآیند. این جریان‌ها در الگوهای چرخش اقیانوسی اقیانوس اطلس شمالی و اقیانوس آرام شمالی به‌خوبی مشاهده می‌شوند.
در همین نیم‌کره، جریان‌های اقیانوسی می‌توانند الگوهای آب‌وهوایی را تغییر دهند که عوامل گوناگونی را در سواحل شمالی تحت تأثیر قرار می‌دهند. همچنین، حرکت هوا به‌سمت پایین و سطح زمین در نیم‌کره شمالی تمایل دارد به‌صورت ساعت‌گرد پخش شود؛ ازاین‌رو، گردش ساعت‌گرد هوا از ویژگی‌های سامانه پرفشار در این نیم‌کره است. برعکس، زمانی که هوا از سطح زمین بالا می‌رود و یک سامانه کم‌فشار ایجاد می‌کند، هوا به‌صورت پادساعت‌گرد به‌سوی آن جذب می‌شود. توفندها و توفان‌های حاره‌ای (سامانه‌های کم‌فشار عظیم) نیز در نیم‌کره شمالی به‌صورت پادساعت‌گرد می‌چرخند.
سایهٔ یک ساعت آفتابی در عرض‌های شمالی از نقطه زیرخورشیدی به‌سمت ساعت‌گرد حرکت می‌کند، و در عرض‌های جنوبی پادساعت‌گرد. در این عرض‌ها، خورشید در طی روز در موقعیتی جنوبی‌تر به اوج می‌رسد. میان مدار رأس‌السرطان و استوا، خورشید در هنگام ظهر می‌تواند در شمال، بالای سر یا جنوب دیده شود که به زمان سال بستگی دارد. در نیم‌کره جنوبی، خورشید در ظهر معمولاً در شمال قرار دارد.
ماه زمانی‌که از نیم‌کره شمالی مشاهده می‌شود، نسبت به نمای آن از نیم‌کره جنوبی وارونه به‌نظر می‌رسد. قطب شمال در جهت مخالف مرکز کهکشان راه شیری قرار دارد، و این باعث می‌شود که نوار راه شیری در نیم‌کره شمالی کم‌نورتر و پراکنده‌تر باشد؛ ازاین‌رو، نیم‌کره شمالی برای رصد اعماق فضا مناسب‌تر است زیرا با نور راه شیری «کور» نمی‌شود.

## جمعیت
تا سال ۲۰۱۵، حدود ۶٫۴ میلیارد نفر در نیم‌کره شمالی زندگی می‌کردند که معادل تقریباً ۸۷٪ از جمعیت ۷٫۳ میلیارد نفری کل زمین است. این نیم‌کره شامل نواحی‌ای چون شمال اروپا و آمریکای شمالی است.

## قاره‌ها، کشورها یا قلمروها و اقیانوس‌ها در نیم‌کره شمالی
در میان قاره‌ها، آفریقا حدود دوسوم مساحت خود را در نیم‌کره شمالی جای داده است؛ این بخش از شمال لیبرویل در گابون در غرب آغاز شده و تا جنوب موگادیشو در سومالی در شرق امتداد دارد. آسیا به‌طور کامل در نیم‌کره شمالی قرار دارد. همچنین بخشی از اندونزی و  ۲۴ آب‌سنگ از ۲۶ آب‌سنگ مالدیو در اقیانوس هند نیز در این نیم‌کره جای گرفته‌اند. تمامی آمریکای شمالی، آمریکای مرکزی و جزایر کارائیب در نیم‌کره شمالی قرار دارند. افزون بر این، حدود یک‌پنجم آمریکای جنوبی، از شمال کیتو در اکوادور در غرب تا شمال دهانهٔ رود آمازون در برزیل در شرق نیز به این نیم‌کره تعلق دارند. اروپا به‌طور کامل در نیم‌کره شمالی واقع شده است.
در میان کشورهای آفریقا، کشورهایی چون الجزایر، بنین، بورکینافاسو، کامرون، کیپ ورد، جمهوری آفریقای مرکزی، چاد، جیبوتی، مصر، اریتره، اتیوپی، گامبیا، غنا، گینه، گینه بیسائو، ساحل عاج، لیبریا، لیبی، مالی، موریتانی، مراکش، نیجر، نیجریه، سنگال، سیرالئون، سودان جنوبی، سودان، توگو و تونس به‌طور کامل در نیم‌کره شمالی هستند. کشورهایی چون گینه استوایی، کنیا، سائوتومه و پرینسیپ، سومالی و اوگاندا بیشتر مساحت خود را در این نیم‌کره دارند. جمهوری دموکراتیک کنگو، گابون و جمهوری کنگو نیز بخشی از خاک خود را در این نیم‌کره دارند.
در آسیا، کشورهای بسیاری به‌طور کامل در نیم‌کره شمالی قرار دارند، از جمله: افغانستان، ارمنستان، جمهوری آذربایجان، بحرین، بنگلادش، بوتان، برونئی، کامبوج، چین، قبرس، گرجستان، هند، ایران، عراق، اسرائیل، ژاپن، اردن، قزاقستان، کویت، قرقیزستان، لائوس، لبنان، مالزی، مغولستان، میانمار، نپال، کره شمالی، عمان، پاکستان، فلسطین، فیلیپین، قطر، عربستان سعودی، سنگاپور، کره جنوبی، سری‌لانکا، سوریه، تاجیکستان، تایلند، ترکیه، ترکمنستان، امارات متحده عربی، ازبکستان، ویتنام و یمن. مالدیو بیشتر، و اندونزی بخشی از مساحت خود را در نیم‌کره شمالی دارد.
در قاره آمریکا، کشورهایی چون بلیز، کانادا، کاستاریکا، السالوادور، گواتمالا، گویان، هندوراس، مکزیک، نیکاراگوئه، پاناما، سورینام، ونزوئلا و ایالات متحده به‌طور کامل در نیم‌کره شمالی قرار دارند. کلمبیا بیشتر مساحتش و کشورهای برزیل و اکوادور بخشی از خاک خود را در این نیم‌کره دارند.
در اروپا، تمامی کشورهای این قاره در نیم‌کره شمالی قرار دارند. از جمله: آلبانی، آندورا، اتریش، بلاروس، بلژیک، بوسنی و هرزگوین، بلغارستان، کرواسی، جمهوری چک، دانمارک، استونی، فنلاند، آلمان، یونان، مجارستان، ایسلند، ایرلند، ایتالیا، لتونی، لیختن‌اشتاین، لیتوانی، لوکزامبورگ، مالت، مولداوی، موناکو، مونته‌نگرو، هلند، مقدونیه شمالی، لهستان، پرتغال، رومانی، روسیه، سان مارینو، صربستان، اسلواکی، اسلوونی، اسپانیا، سوئد، سوئیس، اوکراین و واتیکان. کشورهایی مانند فرانسه، نروژ و بریتانیا نیز بیشتر خاکشان در نیم‌کره شمالی است، اگرچه برخی از سرزمین‌های فرادریایی آن‌ها در نیم‌کره جنوبی واقع شده‌اند.
در میان اقیانوس‌ها، مناطقی از اقیانوس منجمد شمالی که کاملاً در نیم‌کره شمالی قرار دارند، شامل یان ماین (نروژ)، جزیره کافه‌کلوبن (دانمارک)، جزایر ملکه الیزابت (کانادا)، جزایر قطبی روسیه (روسیه) و سوالبار (نروژ) هستند.
در اقیانوس اطلس، مناطقی که کاملاً در نیم‌کره شمالی قرار دارند شامل آکروتیری و دکلیا (سرزمین‌های فرادریایی بریتانیا)، آنگویلا، آنتیگوا و باربودا، آروبا، باهاما، گرنزی و جرزی (وابسته به تاج بریتانیا)، باربادوس، بلیز، برمودا، بیوکو (گینه استوایی)، بونیر، جزایر ویرجین بریتانیا، دماغه سبز، جزایر کیمن، کوراسائو، قبرس، دومینیکا، جمهوری دومینیکن، جزایر فارو (دانمارک)، گرینلند، گرنادا، گویان، هائیتی، ایسلند، جزیره من، جامائیکا، مونت‌سرات، پورتوریکو، سابا، سنت کیتس و نویس، سنت لوسیا، سنت مارتن (قلمروی فرادریایی فرانسه)، سنت وینسنت و گرنادین‌ها، سینت یوستاتیوس، سینت مارتن، ترینیداد و توباگو، جزایر تورکس و کایکوس و جزایر ویرجین ایالات متحده هستند. کشور سائوتومه و پرینسیپ بیشتر مساحت خود را در این اقیانوس و در نیم‌کره شمالی دارد.
در اقیانوس هند، مناطق کاملاً واقع در نیم‌کره شمالی شامل بحرین، جزایر آندامان (هند)، سری‌لانکا، سقطری (یمن) و سنگاپور هستند. سوماترا (اندونزی) و مالدیو نیز بیشتر مساحت خود را در این نیم‌کره دارند.
در اقیانوس آرام، مناطقی که کاملاً در نیم‌کره شمالی قرار دارند عبارت‌اند از: گوام، های‌نان (چین)، هاوایی، جزایر ماریانای شمالی، پالائو، فیلیپین و تایوان (فرموزا). جزیره بورنئو (برونئی و مالزی یا کالیمانتان در اندونزی) و جزایر مالوکو (اندونزی) بیشتر در این نیم‌کره هستند، درحالی‌که کیریباتی، سولاوسی و گینه نو غربی (همگی در اندونزی) فقط بخشی از خود را در این نیم‌کره دارند.